# Schaffhausen (cantão)
O Cantão de Schaffhausen (em francês:  Schaffhouse, em italiano:  Sciaffusa, em romanche Schaffusa) é um cantão da Suíça, cuja cidade principal e capital é Schaffhausen. A língua oficial deste cantão é o alemão.
Assim como outros 10 cantões, este não tem distritos, mas está dividido directamente em comunas.

## Geografia
O cantão de Schaffhausen é o mais setentrional da Suíça, estando quase inteiramente circundado pela Alemanha, limitando com esta a leste, oeste e norte, e a sul com os cantões de Zurique e Turgóvia. A oeste fica o Lago de Constança com área de de 298 km². Predomina a produção agrícola.
O cantão de Schaffhausen está dividido em três zonas, das quais a maior é a sua capital Schaffhausen e as outras duas são enclaves, um na Alemanha e outro no cantão de Zurique.